# Physenaceae
Classification APG III (2009)
Famille
En classification phylogénétique, la famille des Physenaceae (ou Physénacées en français) regroupe des plantes à fleurs dicotylédones vraies de l'ordre des Caryophyllales ; elle comporte 2 espèces du genre Physena.
Ce sont des petits arbres ou arbustes, aux feuilles alternes, dioïques, à pollinisation anémophile, endémiques de Madagascar.
Cette famille n'existe pas en classification classique de Cronquist (1981).

## Étymologie
Le nom vient du genre type Physena dérivé du grec φῦσα / phusa, bulle, en référence à ses gros fruits.

## Liste des genres
Selon Angiosperm Phylogeny Website (4 mai 2010), World Checklist of Selected Plant Families (WCSP) (4 mai 2010), NCBI (4 mai 2010), DELTA Angio (4 mai 2010) :
- genre Physena (en)  Noronha ex Thouars (1806)

## Liste des espèces
Selon World Checklist of Selected Plant Families (WCSP) (4 mai 2010) :
- genre Physena (en)  Noronha ex Thouars (1806)
  - Physena madagascariensis  Steud., Ann. Sci. Nat. (1857)
  - Physena sessiliflora  Tul., Ann. Sci. Nat. (1857)

Selon NCBI (4 mai 2010) :
- genre Physena
  - Physena sp. Schatz 2350